# Купровщина
Купровщина (рос. Купровщина) — присілок в Псковському районі Псковської області Російської Федерації.
Населення становить 115 осіб. Входить до складу муніципального утворення Писковицька волость.

## Історія
Від 2015 року входить до складу муніципального утворення Писковицька волость.

## Населення
| 2001 | 2002 | 2010 | 2012 |
| ---- | ---- | ---- | ---- |
| 105  | ↗110 | ↘96  | ↗115 |